# Bifröszt

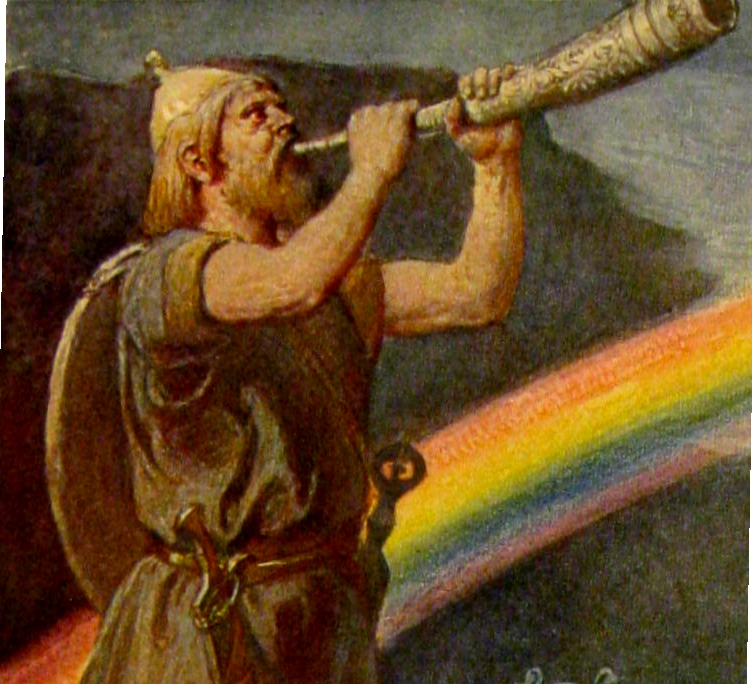
Emil Doepler: Heimdall a szivárványhídnál a kürtjét fújja (1905)

Bifröszt (bifrost) híd, amely összeköti a földet az éggel a skandináv mitológiában. Az egyik hídfője az Asgardban van, ahol a híd őrzője, Heimdall lakik a Himinbjörg palotájában. Az istenek minden nap átlovagolnak rajta, amikor a törvénykezésre gyülekeznek az Yggdrasil gyökereinél. Csak Thor nem megy a hídon keresztül, hanem átgázol a vizeken. Hogy Thor miért nem a hidat használja, nem egyértelmű, de egy magyarázat az lenne, hogy Thor nagyon jó gázló. Gázlás közben úgy növekszik, hogy a víz sohasem ér feljebb az erőövénél.
Séden és Sáron,

két Gőzölgőn

gázol át konokul

a keményléptű Tór,

ha törvényt tenni indul

Yggdraszill kőriséhez,

mert izzik az ázok hídja,

lobog heves égi lánggal,

párák szállnak a szent vizekről.

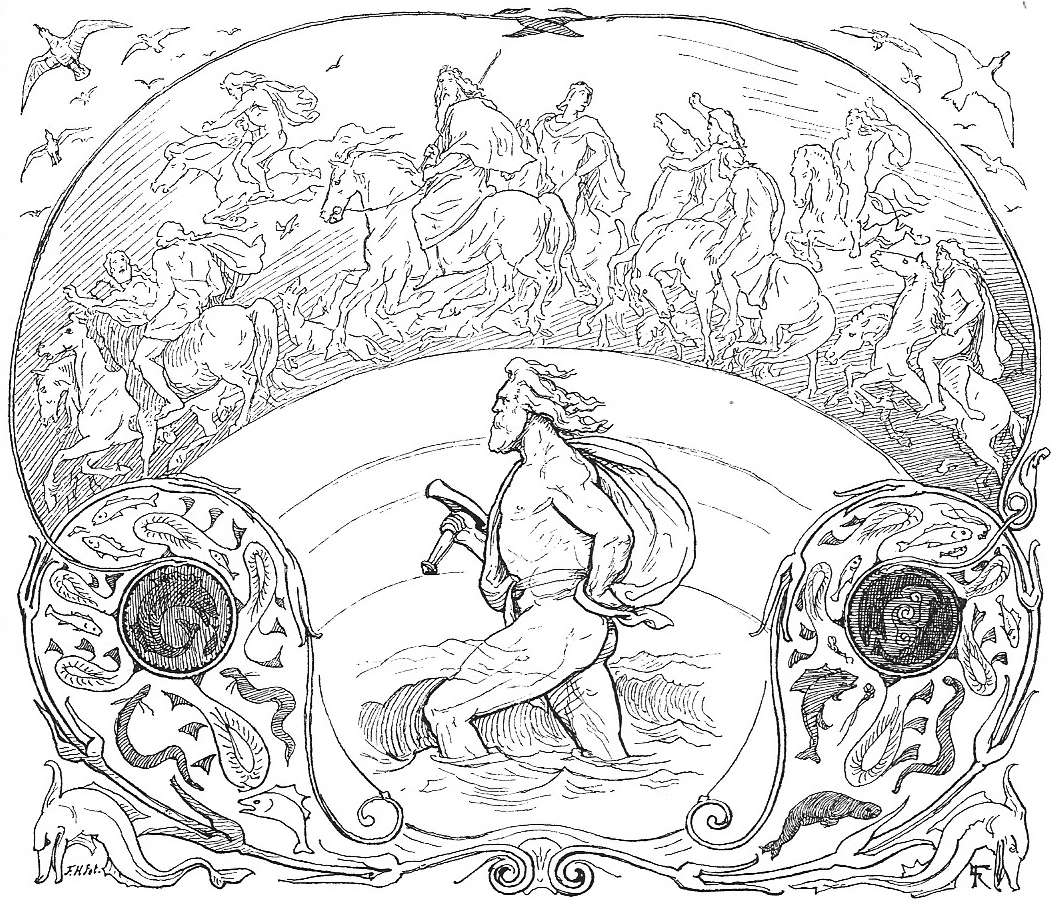
Lorenz Frølich: Thor átgázol a vizeken, míg az ázok átlovagolnak a Bifrösztön (1895)

A Bifrösztöt a szivárvánnyal, vagy néha a Tejúttal azonosítják. A pusztulása a Ragnarökben meg van jósolva. 
A híd összeomlik az óriások alatt, amikor azok megtámadják az Asgardot.
Az Eddában Fafnir az, aki megjósolja ezt:
Az a Teremtetlenföld;

ott lengetik

lándzsáikat az istenek,

Bifröszt színekre szakad,

ha mérkőznek, úsznak

az árban a harci mének. 

## Fordítás
- Ez a szócikk részben vagy egészben  a   Valhall című svéd Wikipédia-szócikk fordításán alapul.  Az eredeti cikk szerkesztőit annak laptörténete sorolja fel. Ez a jelzés csupán a megfogalmazás eredetét és a szerzői jogokat jelzi, nem szolgál a cikkben szereplő információk forrásmegjelöléseként.
- Ez a szócikk részben vagy egészben  a   Valhalla című angol Wikipédia-szócikk fordításán alapul.  Az eredeti cikk szerkesztőit annak laptörténete sorolja fel. Ez a jelzés csupán a megfogalmazás eredetét és a szerzői jogokat jelzi, nem szolgál a cikkben szereplő információk forrásmegjelöléseként.